# Patrick Louis
Patrick Louis este un om politic francez, membru al Parlamentului European în perioada 2004-2009 din partea Franței. 
1. 1 2  Elections législatives des 30 juin et 7 juillet 2024 - Liste des candidats du 1er tour (în franceză), accesat în 8 iulie 2024
2. ↑  Autoritatea BnF, accesat în 31 decembrie 2019
3. ↑   http://www.famillechretienne.fr/foi-chretienne/temoignages/anne-lorne-politique-de-pere-en-fille-180909 Lipsește sau este vid: |title= (ajutor)
4. ↑  Deputații în Parlamentul European